# Бурятський театр драми

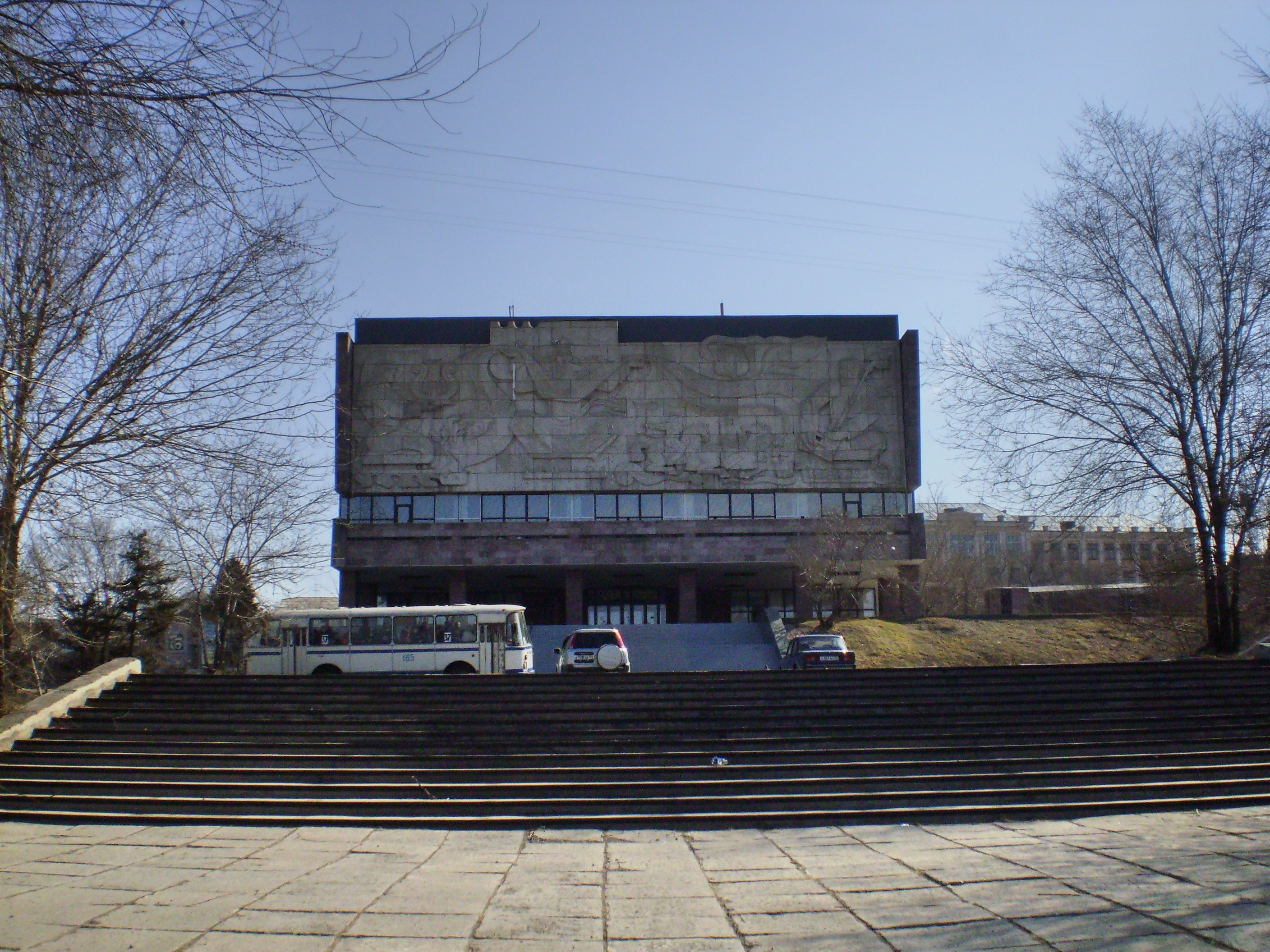
Будівля театру до реконструкції 2011 року

Бурятський академічний театр драми імені Х. Намсараєва (бур. Буряадай Х. Намсараевай нэрэмжэтэ академиин драмын театр) — найстаріший драматичний театр Бурятії; ставить спектаклі бурятською і російською мовами.

## Історія
Бурятський державний академічний театр драми був заснований рішенням колегії Наркомпросу Бурят-Монгольської АРСР у липні 1932 року на основі вже наявного театру. Першим директором і художнім керівником став завідувач театрального відділення технікуму мистецтв режисер Михайло Хаптагаєв. Відкрився театр прем'єрою вистави «Прорив» Намжила Балдано. 
У 1936 році в театрі почали працювати перші професійні бурятські режисери — випускники Російського інституту театрального мистецтва Гомбожап Цидинжапов і Марія Шамбуєва. Репертуар складався з п'єс перших бурятських драматургів: Сергія Балдаєва, Інокентія Дадуєва, Хоца Намсараєва, Апполона Шадаєва, класичних творів і творів радянських авторів: «Оюун Билик» Петра Дамбінова, «Тартюф» Жана Мольєра, «Слуга двох панів» Карло Гольдоні, «Платон Кречет» Олександра Корнійчука, «Мэргэн» Апполона Шадаева, «Один з багатьох» Намжила Балдано. Етапними виставами перших років стали: «Сэсэгма» Жамсо Тумунова, «Баїр» Гомбо Цидинжапова і Апполона Шадаєва, «Отелло» Вільяма Шекспіра, «Підступність і любов» Фрідріха Шіллера, «Васса Желєзнова» Максима Горького, «Падь срібна» Миколи Погодіна, «Хазяйка готелю» Карло Гольдоні.
У 1938 році в Бурятському драматичному театрі поставлена перша національна музична драма «Баїр» (музика Павла Берлінського, текст Гомбожапа Цидинжапова й Аполлона Шадаєва). У 1939 році прийнято постанову про реорганізацію національного драматичного театру в музично-драматичний.
На початку 1940-х років в Бурятському музично-драматичному театрі проходила підготовка до проведення I Декади бурятської культури і мистецтва в Москві. Для показу була створена перша національна опера «Энхэ Булад батор» (лібрето Н. Балдано), музику написав засновник Свердловської консерваторії Маркіян Фролов. Другою виставою декадного репертуару була музична драма «Баїр». Третім виставою стала п'єса «Эржэн» Н. Балдано і М. Еделя в постановці Н. Балдано. За підсумками Декади театр був нагороджений орденом Леніна, художній керівник театру Гомбожап Цидинжапов удостоєний звання «Народний артист СРСР», драматург і режисер Намжил Балдано став «Заслуженим діячем мистецтв РРФСР». Звання «Заслужений артист РРФСР» удостоєні Норма Гармаєва, Найдан Гендунова, Чойжиніма Генінов, Антроп Ільїн, Микола Таров.
У сезонах воєнних років йшли відновлені вистави «Баїр», «Эржэн», «Энхэ Булад батор». У 1942 році відбулася прем'єра вистави «Йшов солдат з фронту» Валентина Катаєва у постановці режисера Олександра Миронського. Тема війни була зображена у виставі «Снайпер» Гомбожапа Цидинжапова (1943) — прообразом головного героя був реальний снайпер німецько-радянської війни Цирен-Даші Доржиєв.
У 1945 році відбулася прем'єра вистави «Кнут тайші» Хоца Намсараєва, у 1948 році — вистава «Отелло» Вільяма Шекспіра. У цьому ж році відбувається поділ музично-драматичного театру на два самостійних колективу — театр опери та балету, драматичний. У 1950 році організується Бурятський драматичний театр.
Яскравими подіями в історії національного театрального мистецтва післявоєнного періоду стали прем'єри: «Кремлівські куранти» Миколи Погодіна у постановці Федора Сахірова, «Слуга двох панів» Карло Гольдоні, «Горе з розуму» Грибоєдова. З творів національної драматургії найбільш значними були: комедія «Будамшуу» Цирена Шагжина (1954), «Перший рік» та «Пісня весни» Цирена Шагжина (1957), «Барометр показує бурю» Даширабдана Батожабая (був актором театру в 1940—1941 роках).
З 1959 року театр носить ім'я Хоца Намсараєва, автора численних п'єс, тонкого знавця фольклору, здійснив літературну обробку і опублікував шедеври стародавнього народно-поетичної творчості — сказань-улігерів «Аламжи Мэргэн», «Сагаадай Мэргэн», «Харалтуур хаан». У 2014 році театр відзначав 135 років з дня народження Намсараєва.
У 1952 році директором був призначений Цирен Балбаров, а головним режисером Цирен Шагжин — заслужений діяч мистецтв Росії.
У листопаді 1959 року театр взяв участь у II Декаді літератури і мистецтва Бурятської АРСР в Москві. У репертуарі було п'ять вистав — «Горе з розуму» Грибоєдова, «Тайфун» Цао Юя, «Барометр показує бурю» Даширабдана Батожабая, «Будамшуу» Цирена Шагжина, «Ровесники» Батомунко Пурбуєва
У 1965 році головним режисером був призначений Федір Сахіров. Поступово змінюється акторське покоління: сходять зі сцени актори старшого покоління — Найдан Гендунова, Володимир Халматов, Софія Халтагарова, Юлія Шангіна, Цеден Дамдинов, Марія Степанова, Сундуп Рабсалов. У 1969 році трупа поповнилася п'ятнадцятьма випускниками другої Ленінградської студії.
У 1976 і 1983 роках під час гастролей у Москві та Ленінграді були показані: «Король Лір», «Любов Ярова» Костянтина Треньова, «Серемпел» Хоца Намсараєва, «Пісня весни» і «Палаючі джунглі» Цирена Шагжина.
У 1977 році за заслуги у розвитку мистецтва театру було присвоєно звання «Академічний».
У 1982 році театр переїхав у нову будівлю по вулиці Куйбишева.
Основу трупи театру в різні роки складали випускники бурятських студій: СПДАТМ (колишнього ЛДІТМІК) 1934, 1969, 1988 і 2011 років випуску, а також закінчили Далекосхідний інститут мистецтв в 1975 і 1981 роках, і випускники Східно-Сибірської академії культури і мистецтв.
Бурятський театр драми має культурний зв'язок з Монголією. У 1971 році в Улан-Уде проходив фестиваль монгольської драматургії. На сцені театру були показані три вистави за п'єсами монгольських письменників: комедія Ч. Ойдоба «Далан Худалч», «П'ять пальців руки» Ч. Лодойдамби та історико-революційна драма Л. Намдага «Ээдрээ». Часті гастролі бурятського театру в Монголії ще більше скріплюють дружні відносини. В репертуар бурятського театру ввійшли такі п'єси монгольських авторів: Сенгина Ердене «Хойто наһандаа уулзахабди» («Зустрінемося в тому житті»), «Эхэ» («Мати») за Дашзевегійну Мендсайхану та ін.
Бурятський драматичний театр веде активне фестивальне життя, просуваючи свої театральні роботи на міжрегіональний і міжнародний рівень. У 2002 році на фестивалі «Сибірський транзит» спектакль «Чингіз-хан» Б. Гаврилова в постановці Цирендоржо Бальжанова був удостоєний Диплома першого ступеня. У 2004 році «Чайка» Антона Чехова у постановці Цирендоржо Бальжанова став Лауреатом одразу в п'яти номінаціях.
Музичний спектакль «Улейські дівчата» Саяна й Ержене Жамбалових, заснований на бурятських легендах і переказах, ставили на численних фестивалях, починаючи з Московської міжнародної театральної олімпіади 2004 року; в 2008 році спектакль представлений у білоруському місті Бресті на Міжнародному театральному фестивалі «Біла вежа». У цьому ж році спектакль був представлений на Міжнародному фестивалі російського мистецтва та кіно в Ніцці.
У 2006 році вистава «Тригрошова опера» за п'єсою Бертольда Брехта у постановці Цирендоржо Бальжанова стала дипломантом фестивалю «Сибірський транзит» в Красноярську.
У 2008 році в Барнаулі театр вперше потрапив на фестиваль «Золота маска» з виставою Олега Юмова «Максар. Степ в крові», що є переспівом трагедії Вільяма Шекспіра «Макбет» на степових мотивах.
У 2009 році театр запрошений в Москву в розширену програму всеросійської театральної премії «Золота маска» під назвою «Маска плюс» з виставою-медитацією «Шлях до просвітління» у постановці Цирендоржо Бальжанова.
У 2011 році театр, перебуваючи на реконструкції, провів перший фестиваль національних театрів «Алтан Сэргэ». Вистава Цирендоржо Бальжанова «Стриножене століття» за п'єсою Геннадія Башкуєва була удостоєний двох премій фестивалю.
У 2013 році художнім керівником та виконувачем обов'язки директора ДБАТД ім. Хоца Намсараєва призначена народна артистка Республіки Бурятія, заслужений працівник культури Росії Ержена Жамбалова.
«Сьогодні ми продовжуємо будувати театр, надаючи першорядного значення художньому рівню постановок, співзвучних новому дню. Сучасний національний театр — це не тільки відображення життя народу, осмислення виклику, кинутого йому часом, але і місце зустрічі різних театральних напрямків і стратегій. Через багато років бурятський театр, як і раніше, зберігає в собі дух народу, його пам'ять і мову, без якого немислима нація», — сказала художній керівник Буряад театру Ержена Жамбалова в урочистому зверненні до глядачів з приводу 85-річчя з дня відкриття театру.[джерело?]
У 2014 році вдруге пройшов II Міжнародний фестиваль національних театрів «Алтан Сэргэ», а спеціальним гостем фестивалю став московський академічний театр ім. Вахтангова, який показав 8 своїх найкращих вистав.
У театрі працює 48 акторів; разом з художниками та працівниками бутафорного і столярного цехів — 130 осіб.

## Трупа театру

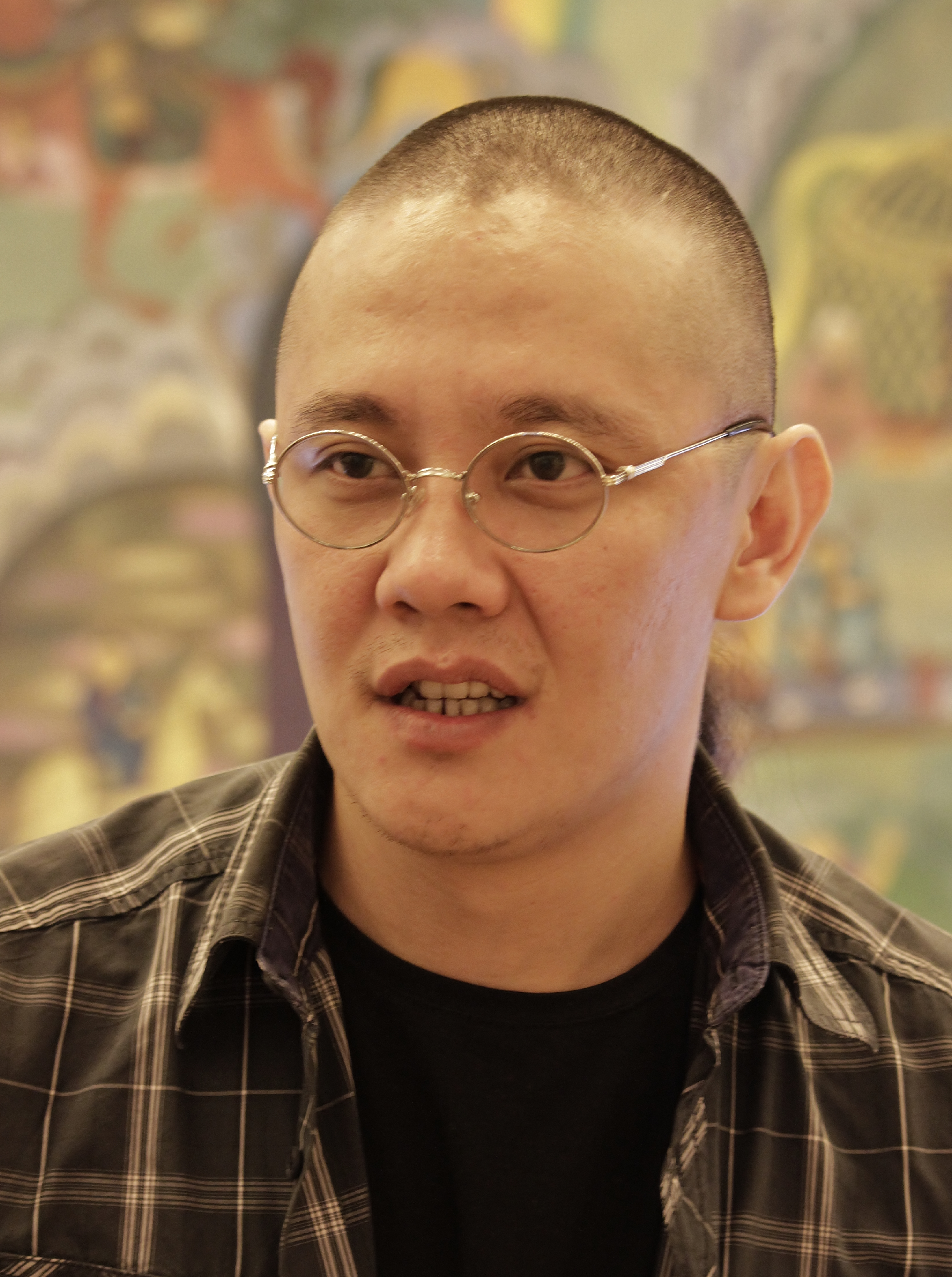
Режисер БДАТ Олег Юмов

- Михаїл Єлбонов — Народний артист РФ
- Лариса Єгорова — Народна артистка РФ
- Людмила Дугарова — Народна артистка РФ
- Марта Зоріктуєва — Народна артистка РФ
- Дарима Сангажапова — Заслужена артистка РФ
- Олег Бабуев — Заслужений артист РФ
- Дамбадугар Бочиктоєв — Заслужений артист РФ
- Чингіз Гуруєв — Заслужений артист РФ
- Должин Тангатова — Заслужена артистка РФ
- Зорікто Рінчінов — Народний артист Республіки Бурятія
- Саяна Цидипова — Народна артистка Республіки Бурятія
- Туяна Бальжанова — Народна артистка Республіки Бурятія
- Баярто Ендонов — Народний артист Республіки Бурятія
- Надія Мунконова — Заслужена артистка Республіки Бурятія
- Даріма Циденова (Тулохонова) — Заслужена артистка Республіки Бурятія
- Баїр Бадмаєв — Заслужений артист Республіки Бурятія
- Баста Циденов — Народний артист Республіки Бурятія
- Любов Цидипова — Заслужена артистка Республіки Бурятія
- Білікто Дамбаєв — Народний артист Республіки Бурятія
- Болот Дінганорбоєв — Народний артист Республіки Бурятія
- Жажан Дінганорбоєва — Заслужена артистка Республіки Бурятія
- Цинге Ломбоєв — Народний артист Республіки Бурятія
- Даріма Лубсанова — Заслужена артистка Республіки Бурятія
- Даріма Гиликова — Заслужена артистка Республіки Бурятія
- Солбон Суботін — Заслужений артист Республіки Бурятія
- Солбон Єндонов
- Галина Галсанова
- Зорікто Цибендоржиев
- Чіміт Дондоков
- Дашиніма Доржиєв
- Олексій Михайлов
- Лосолма Протасова
- Ольга Ранжилова
- Оюна Тудупова
- Людмила Тугутова
- Віктор Жалсанов
- Пекла Ошорова
- Алдар Базаров
- Номі Циренжапова
- Янжина Рінчінова
- Аягма Дамдінова
- Булат Доржиев
- Тунгалаг Дашиєва

## Репертуар
Вистави 2017 року:

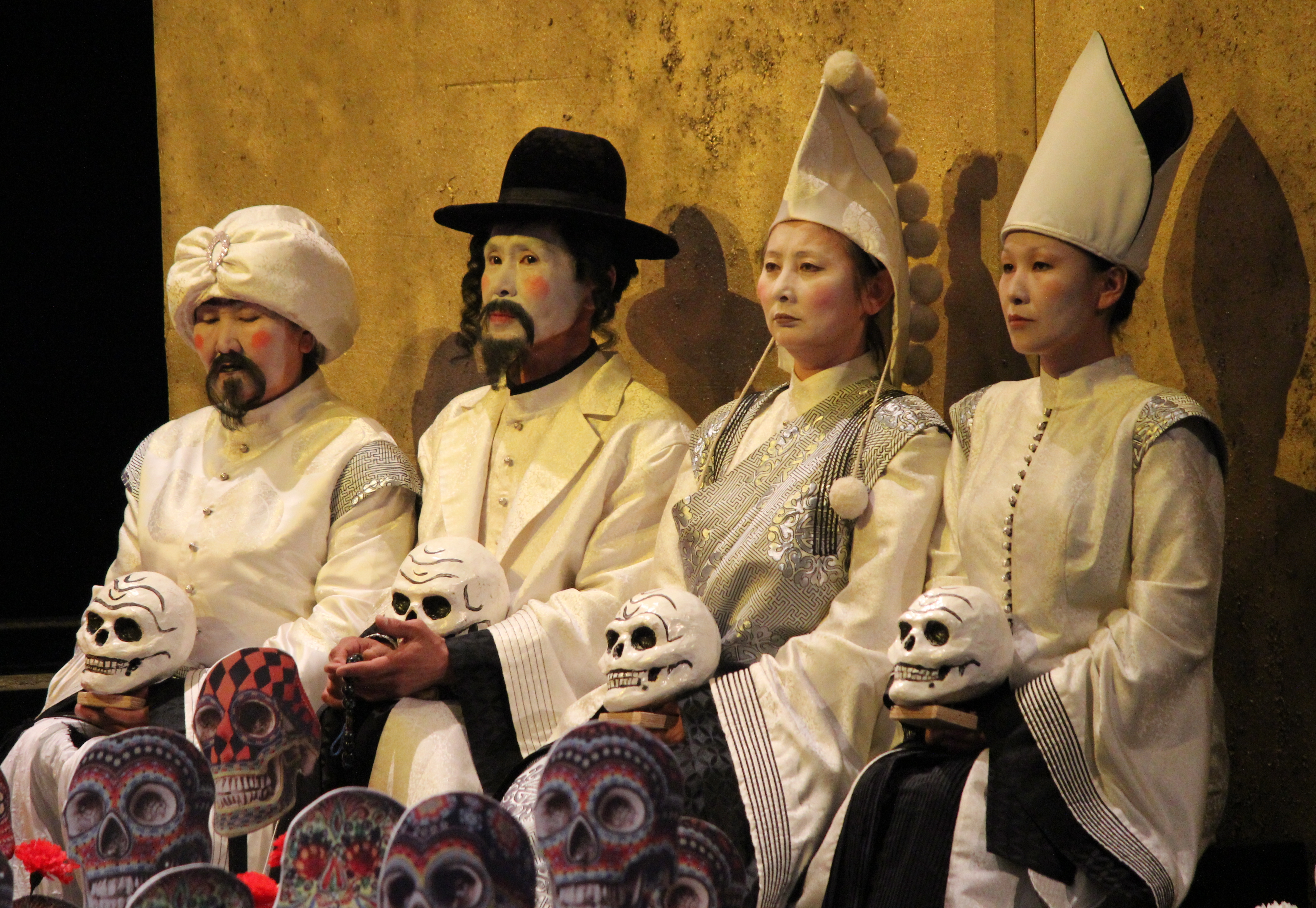
Вистава «Турандот» у постановці Олега Юмова

- «Доглядач», режисер-постановник — Сойжин Жамбалова
- «Аба эжын ургынууд», («Не залишай, мамо») режисер-постановник — Ільсур Казакбаєв[3]
- «Земля Ельзи», режисер-постановник — Тадас Монтрімас
- «Эжыетнай эрьенгээ», режисер-постановник Баярма Жалцанова
- «Хүлэр түмэрэй амисхал», режисер-постановник Сойжин Жамбалова
- «Алдар. 9 секунд», режисер–постановник Саян Жамбалов
- «Не зовсім стара казка», режисер-постановник Віктор Жалсанов